# Ch’ŏllima-9.25
Ch’ŏllima 9.25 (천리마 9.25) – typ trolejbusu, który produkowano w latach 1963–1967 w północnokoreańskich zakładach Pyongyang Trolleybus Works. Oznaczenie pojazdu pochodzi od imienia konia Ch’ŏllima: stworzenia z koreańskiej mitologii.
W 2018 r. w eksploatacji znajdował się ostatni trolejbus tego typu o numerze taborowym 903. Jego przebieg wynosił na początku 2016 r. trzy miliony kilometrów. Trolejbus Ch’ŏllima 9.25 nr 903 uczestniczy zarówno w przejazdach okolicznościowych, jak i w regularnym ruchu.